# Bard-le-Régulier
Bard-le-Régulier é uma comuna francesa na região administrativa da Borgonha-Franco-Condado, no departamento de Côte-d'Or. Estende-se por uma área de 9 km². Em 2010 a comuna tinha 72 habitantes (densidade: 8 hab./km²).